# Африканда (аэродром)
Африка́нда — бывший военный аэродром в Мурманской области, расположенный севернее посёлка Африканда, в Заполярье.

## История

### Во время Великой Отечественной войны
26 июня 1941 года над аэродромом одержана первая известная воздушная победа 147-го истребительного авиационного полка в Отечественной войне (сам полк базировался на аэродроме Мурмаши): старший лейтенант Иванов Л. И., пилотируя И-15бис, в воздушном бою в районе аэродрома Африканда сбил немецкий бомбардировщик He-111.
В дальнейшем аэродром использовался боевой авиацией Карельского фронта. С 1 июня по 1 июля 1942 года на аэродроме базировался 835-й истребительный авиационный полк на истребителях Hawker Hurricane(«Харрикейн»). Также на аэродроме с 1941 года по 10 ноября 1943 года базировался 609-й истребительный авиационный полк на истребителях «Харрикейн» и ЛаГГ-3.
В 1943 году на аэродроме базировался 137-й ближнебомбардировочный авиационный полк из состава 258-й смешанной авиационной дивизии на самолётах Бостон-3, за образцовое выполнение заданий командования, переименованный в 114-й гвардейский ближнебомбардировочный авиационный полк.
В марте 1944 года на аэродроме базировались части оперативной группы 8-го авиационного корпуса дальнего действия: оперативная группа 36-й авиационной дивизии дальнего действия и 455-й авиационный полк дальнего действия 48-й авиационной дивизии дальнего действия на самолётах Ил-4.
С апреля по июнь 1944 года на аэродроме базировался 668-й штурмовой авиационный полк на самолётах Ил-2.

### Послевоенный период
С августа 1945 года по июль 1946 года на аэродроме базировался 668-й штурмовой авиационный полк на самолётах Ил-2.
В период с октября 1953 года по сентябрь 1993 года на аэродроме базировался 431-й истребительный авиационный полк, на вооружении которого состояли самолёты МиГ-15, МиГ-17, МиГ-19 и Су-15ТМ.
С 1954 по 1960 годы на этом аэродроме также базировался бомбардировочный авиационный полк (войсковая часть № 32812), один из полков 184-й бомбардировочной авиационной дивизии 22-й воздушной армии. На вооружении полка состоял фронтовой реактивный бомбардировщик Ил-28.
В 1993 году с аэродрома Рогачёво был переведён 641-й гвардейский Виленский ордена Кутузова истребительный авиационный полк.
Оба полка были объединены в один, получивший в сентябре 1993 года наименование 470-й гвардейский Виленский ордена Кутузова истребительный авиационный полк. На вооружении 470-го гв. иап состояли истребители Су-27.
1 сентября 2001 года 470-й гвардейский истребительный авиационный полк был расформирован.

## Происшествия
- 25 февраля 1969 года катастрофа самолёта МиГ-19ПМ, аэродром Африканда, лётчик замкомандира АЭ капитан Тарасов Л. С. Причина неизвестна, лётчик погиб.